# Dòng thời gian

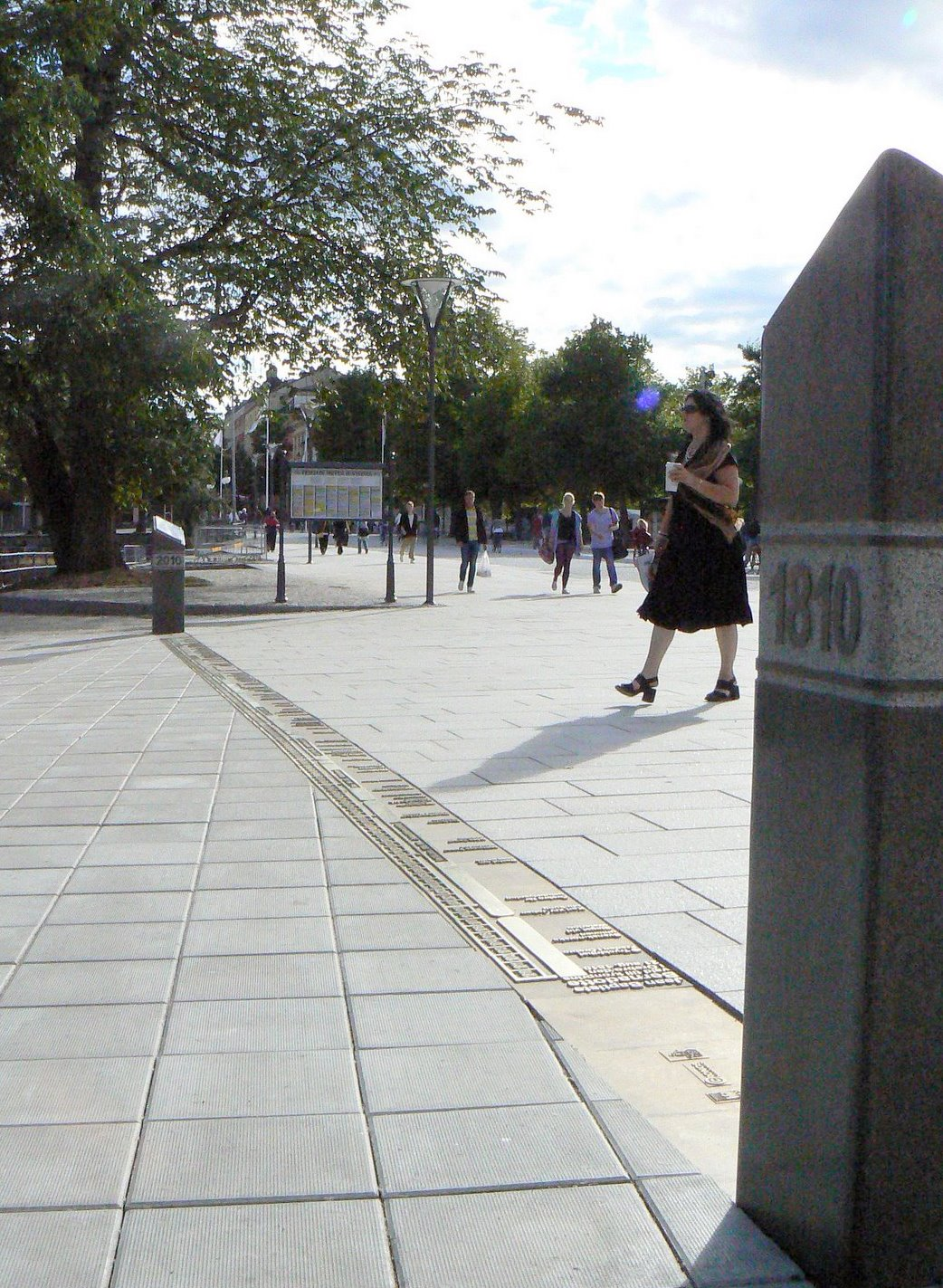
Dòng thời gian bằng đồng "Mười lăm mét lịch sử" với bảng thông tin cơ bản, ở Örebro, Thụy Điển

Dòng thời gian là hiển thị liệt kê các sự kiện theo thứ tự thời gian. Phổ biến nhất là dạng thiết kế đồ họa, hiển thị một thanh dài được gắn nhãn với ngày tháng song song với nó, và thường là các sự kiện cùng thời. Trong số đó, sơ đồ ngang Gantt là một hình thức của dòng thời gian sử dụng trong quản lý dự án.
Biểu diễn dòng thời gian có thể sử dụng bất kỳ thang đo thích hợp nào thể hiện thời gian, phù hợp với chủ đề và dữ liệu. Phần lớn thang đo tuyến tính được sử dụng, trong đó một đơn vị khoảng cách bằng một lượng thời gian đã định. Khoảng thời gian này phụ thuộc vào các sự kiện trong dòng thời gian. Dòng thời gian của quá trình tiến hóa có thể kéo dài hàng triệu năm, trong khi dòng thời gian cho ngày xảy ra vụ tấn công ngày 11 tháng 9 năm 2001 ở Hoa Kỳ có thể diễn ra trong vài phút và của một vụ nổ kéo dài trên mili giây.

## Thuật ngữ
Từ niên biểu được dùng để chỉ bản ghi những việc lớn xảy ra qua các thời đại hay trong một năm.
Từ biên niên sử được dùng để chỉ bản ghi chép lại những sự kiện hoặc biến cố đã xảy ra trong một thời gian vừa qua, biên niên sử có thể tuyển tập theo một năm, một thập kỷ, một thế kỷ hay một thiên niên kỷ. "Biên niên sử" sẽ ghi chép lại tất cả mọi thông tin tuyển tập tuỳ chọn không riêng biệt thể loại như: thể thao, chính trị, thiên tai, kinh tế... tuy nhiên vẫn có thể tuyển tập cho một đề tài, thể loại riêng chuyên ngành. Ví dụ: cho 1 năm vừa qua là "biên niên sử năm 2007", cho 10 năm vừa qua là "biên niên sử thập niên 90" (tính từ năm 1990) hay cho 100 năm qua là "biên niên sử thế kỷ 20" (tính từ năm 1900) và nếu khi tròn năm 3000 thì sẽ gọi là "biên niên sử 3 thiên niên kỉ" (tính từ năm 2000).

## Lịch sử
Ở Châu Âu, từ thế kỷ thứ 4, ký hiệu thời gian chiếm ưu thế là bảng. Điều này có thể được ghi nhận một phần do Eusebius, người đã đặt ra mối quan hệ giữa lịch sử Do Thái, ngoại giáo và Cơ đốc giáo trong các cột song song, lên đến đỉnh điểm là Đế chế La Mã, theo quan điểm của Cơ đốc giáo khi Chúa Kitô được sinh ra để truyền bá sự cứu rỗi càng nhiều càng tốt. Tác phẩm của ông đã được sao chép rộng rãi và là một trong những cuốn sách đầu tiên được in. Điều này phục vụ cho ý tưởng về lịch sử thế giới Cơ đốc giáo và thời gian dự phòng. Bảng này dễ dàng sản xuất, bổ sung và đọc với các chỉ mục, vì vậy nó cũng phù hợp với sự hấp thụ của các học giả thời Phục hưng đối với nhiều nguồn khác nhau với sự tập trung vào những điểm chung. Những cách sử dụng này đã tạo ra bảng với năm trong một cột và các địa điểm của các sự kiện ở trên cùng là cấu trúc hình ảnh chiếm ưu thế của thời gian. Dòng thời gian hiện đại xuất hiện trong A Chart of Biography của Joseph Priestley, được xuất bản vào năm 1765.
Trong khi nhiều mốc thời gian sử dụng thang thời gian tuyến tính, thì một số loại sự kiện cần đến thang thời gian thay đổi. Hầu hết dạng này có các mốc thời gian logarit và đòi hỏi thang thời gian logarit. Một số trình tự thời gian thuộc dạng "nhanh lên và chờ đợi" ("hurry up and wait") được mô tả bằng phép ẩn dụ hình ảnh (visual metaphor) với ống kính zoom.
Dòng thời gian giờ đây là kỹ thuật số và tương tác, thường được tạo bằng phần mềm máy tính. Bách khoa toàn thư Microsoft Encarta cung cấp một trong những dòng thời gian đa phương tiện sớm nhất dành cho sinh viên và công chúng. ChronoZoom là một ví dụ khác về phần mềm dòng thời gian tương tác.

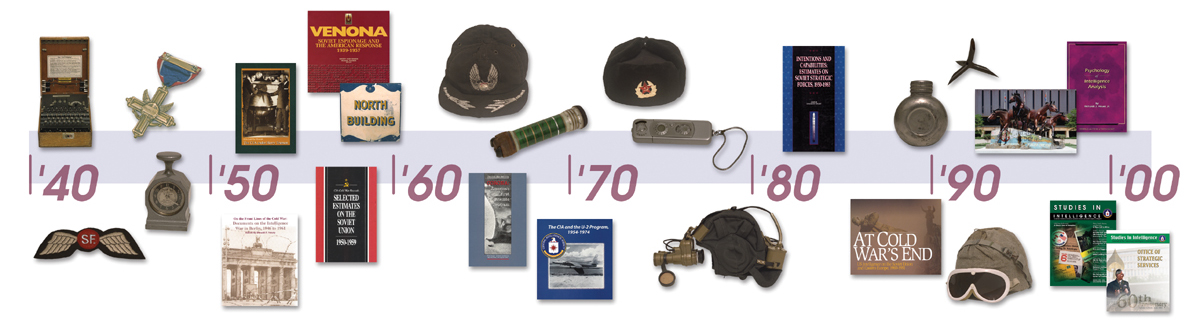
Dòng thời gian của Trung tâm Nghiên cứu Trí tuệ, CIA